# 北德魯伊德希爾斯 (喬治亞州)
北德魯伊德希爾斯（英語：North Druid Hills）是位於美國喬治亞州迪卡爾布縣的一個人口普查指定地區。

## 地理
北德魯伊德希爾斯的座標為33°49′11″N 84°19′41″W / 33.81972°N 84.32806°W，而該地最高點為海拔高度309米（即1014英尺）。

## 人口
根據2010年美國人口普查的數據，北德魯伊德希爾斯的面積為12.90平方千米，當中陸地面積為10.90平方千米，而水域面積為0.00平方千米。當地共有人口18947人，而人口密度為每平方千米1,468人。